# Antiquiala
Antiquiala là một chi chuồn chuồn ngô đã tuyệt chủng thuộc họ Aeshnidae với một loài duy nhất được mô tả là Antiquiala snyderae. Loài này chỉ được biết đến từ các trầm tích Tiền Eocene lộ ra ở phía đông bắc tiểu bang Washington của Hoa Kỳ. Hóa thạch duy nhất được biết đến đã được tìm thấy tại địa điểm "Đồi Boot" ở Republic và được thêm vào bộ sưu tập nghiên cứu của Stonerose Interpretive Center trước khi được mô tả chính thức vào năm 2019. Chi này được cho là giống nhất với một chi chuồn chuồn Tiền Eocene khác, Huncoaeshna, được phát hiện từ thành hệ địa chất Laguna del Hunco ở Nam Mỹ.

## Phân bố
Hóa thạch Antiquiala snyderae đơn độc này được phát hiện từ một địa điểm duy nhất ở Cao nguyên Okanagan Eocene của miền Trung British Columbia và đông bắc trung tâm tiểu bang Washington. Mẫu vật được mô tả là từ thành hệ địa chất Klondike ở Quận Northern Ferry, Washington, được phát hiện từ địa điểm "Đồi Boot" B4131 ở Republic, Washington.

## Lịch sử và phân loại

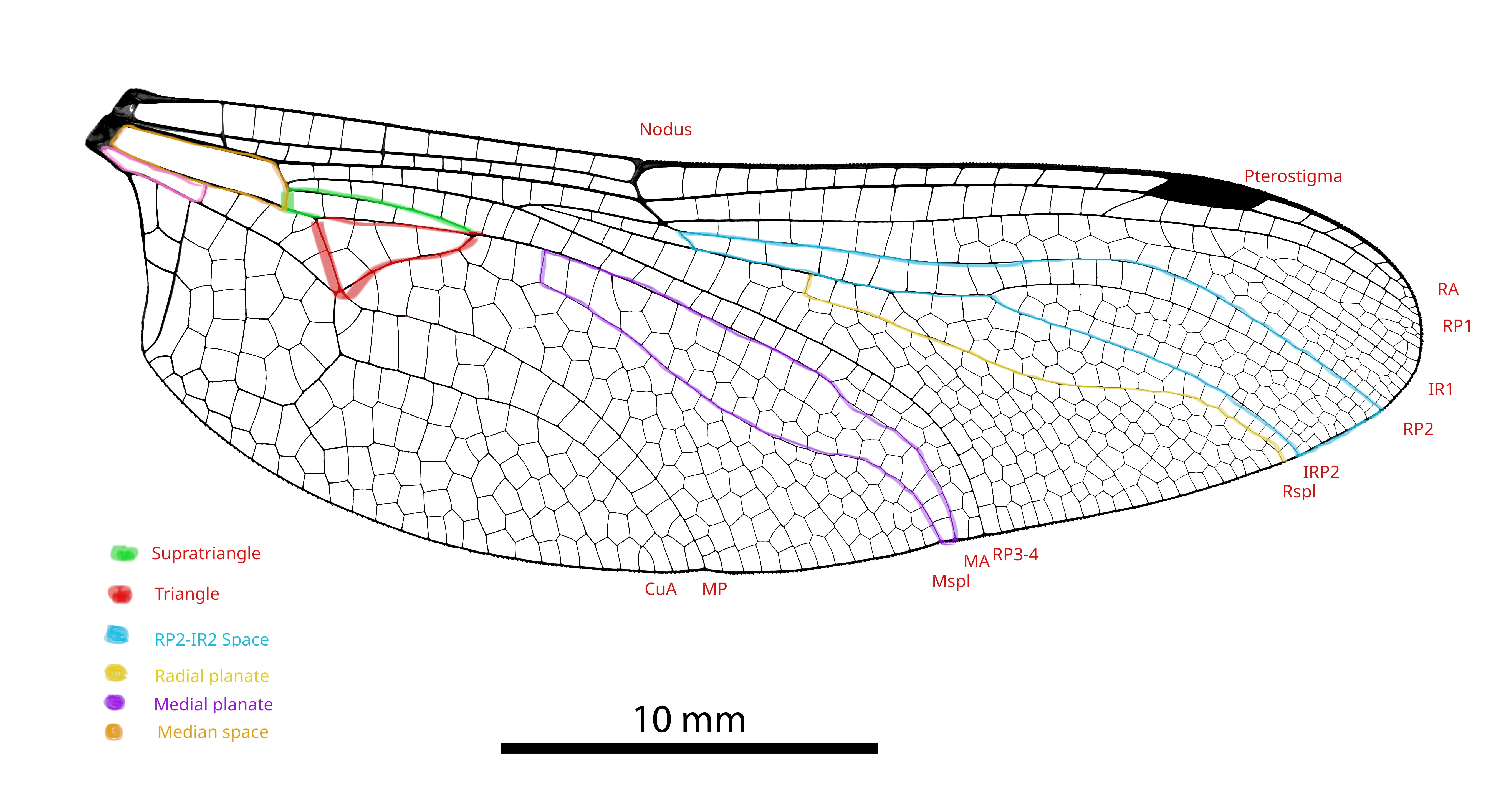
Cánh sau của Austrogynacantha heterogena

Chuồn chuồn dường như rất hiếm ở vùng cao nguyên Okakangan với chỉ một hóa thạch duy nhất được báo cáo trước năm 2019 và có rất ít mẫu vật được biết đến trong các bộ sưu tập của bảo tàng. Antiquiala snyderae chỉ được xác định từ mẫu vật điển hình, mẫu chuẩn, số SR 08-10-08 A&B, đây là hóa thạch nén được bảo quản trong bộ sưu tập cổ côn trùng học của Stonerose Interpretive Center. Mẫu chuẩn được tìm thấy tại địa điểm "B4131" của Núi Klondike, còn được gọi là địa điểm "Đồi Boot". Hóa thạch được nhà cổ sinh vật học S. Bruce Archibald và nhà côn trùng học Robert Cannings mô tả vào năm 2019 và họ đã đặt ra tính từ cụ thể snyderae như một tên gọi dành cho mẹ để vinh danh Sarah Snyder, người đã tìm thấy hóa thạch và tặng nó cho Stonerose Interpretive Center. Tên chi được chọn dành cho loài này là sự kết hợp của antiquus trong tiếng Latin, có nghĩa là "cổ đại" và ala, có nghĩa là "cánh". Cả hai tên đều đã được đăng ký tại ZooBank.
Archibald và Cannings (2019) đã xếp chi mới này vào họ chuồn chuồn Aeshnidae và phân họ Aeshninae. Việc xếp được xác định bằng cách xem xét có hay không một tĩnh mạch chéo pterostigmal ở gốc pterostigma và xem xét sự hiện diện và phát triển của nhóm tế bào planates xuyên tâm và ở giữa. Họ xếp chi này vào phân họ Aeshninae dựa vào việc không chạy theo hướng song song mà hơi rộng dần ra ở cánh của MA và RP3-4. Cánh cũng thiếu một khe hở cordulegastrid bên cạnh các nốt sần. Trong số các thành viên của Aeshninae, chi gần nhất với A. snyderae có vẻ là Huncoaeshna, được biết đến từ một loài Ypres duy nhất được mô tả từ thành hệ địa chất Laguna del Hunco. Aeshnidae có hồ sơ hóa thạch có thể kéo dài truy ngược trở lại kỷ Phấn trắng, tùy thuộc vào việc Gomphaeschninae có được đưa vào họ chuồn chuồn này hay không, trong khi họ hiện đại bao gồm khoảng 456 loài.

## Mô tả
Theo hình dạng của mẫu vật bảo tồn, cánh sau duy nhất được biết đến dài khoảng 35 mm (1,4 in) và rộng nhất khoảng 23 mm (0,91 in), mặc dù nó không trọn vẹn vùng gốc nên đã cản trở việc ước tính kích thước con chuồn chuồn lúc còn sống. Các tĩnh mạch IRP2 và RP2 đơn giản và chạy về phía đỉnh cánh trước khi cong đến mép cánh sau bên dưới pterostigma màu tối. Bản thân pterostigma dài hơn khoảng 4 lần so với điểm rộng nhất của nó, chạy theo chiều rộng của 4,3 ô nhỏ hình tế bào trên cánh ngay bên dưới nó. Tổng cộng có năm tĩnh mạch chéo có mặt dọc theo chiều dài cánh bắt đầu từ một tĩnh mạch kết chặt mạnh nằm ở viền gốc cánh. Các tĩnh mạch bao gồm phần mép pterostigmal chỉ dày ở mặt trước và mặt sau. Cạnh đỉnh nghiêng một góc 45° từ mép sau ra mép trước, trong khi mép gốc cong lồi. Vùng tam giác nhỏ của cánh, nằm phía trên "phần khuyết của mẫu vật" gần vùng gốc của nó, có ít nhất hai tĩnh mạch chéo, mặc dù phần khiếm khuyết của mẫu vật đã che khuất khả năng có nhiều tĩnh mạch hơn. Vùng giữa các tĩnh mạch RP1 và RP2 dần dần mở rộng từ chiều rộng ô nhỏ hình tế bào trên cánh giữa các vùng nút và pterostigma. Vùng bên dưới các nốt và ở phía gốc của RP2 thiếu ô nhỏ hình tế bào trên cánh.

## Cổ sinh thái học
Chuồn chuồn trưởng thành thuộc họ Aeshnidae nằm trong số các loài chuồn chuồn được ghi nhận là năng động và dành phần lớn thời gian trưởng thành của chúng để bay. Cơ bắp cánh bay tạo ra hơi ấm khi cần thiết. Tất cả chuồn chuồn đều là loài săn mồi biết bay năng động và mạnh mẽ, có kích thước mắt lớn giúp thị giác định hướng tốt khi săn mồi. Đôi chân có gai của chúng được sử dụng để bắt côn trùng làm mồi, thường là khi đang bay, và chúng sử dụng hàm dưới khỏe để ăn những con mồi đã bắt được. Việc thiếu nhiều hóa thạch chuồn chuồn đã được gợi ý là có liên quan đến đôi cánh lớn. Côn trùng có đôi cánh lớn trôi nổi trên đỉnh cột nước lâu hơn những loài côn trùng có cánh nhỏ hoặc dày đặc hơn. Điều này giúp cá có nhiều cơ hội hơn để ăn chuồn chuồn hoặc khiến cơ thể chuồn chuồn thối rữa và cơ thể phân hủy.

## Môi trường cổ đại
Địa điểm Republic là một phần của hệ thống địa điểm hóa thạch lớn hơn được gọi chung là Cao nguyên Okanagan Eocene. Các vùng cao nguyên, bao gồm Tiền Eocene giữa Hẻm núi Driftwood ở phía bắc và Republic ở phía nam, đã được mô tả là một trong những "Vùng Lagerstätte Đại Canada" dựa trên sự đa dạng, chất lượng và bản chất độc đáo của quần thể động vật và thực vật cổ đại được bảo tồn. Quần xã sinh vật ôn đới vùng cao được bảo tồn trên một vùng hồ đứt gãy rộng lớn đã ghi lại nhiều lần xuất hiện sớm nhất của các chi sinh vật hiện đại, đồng thời cũng ghi lại những dấu tích cuối cùng của các dòng sinh vật cổ đại. Hệ thực vật vùng cao ôn đới ấm áp kết hợp với các lưu vực hồ bị đứt gãy và hoạt động núi lửa đang diễn ra được ghi nhận là không có sinh vật chuẩn tương đương. Điều này là do các điều kiện theo mùa cân bằng của Tiền Eocene, dẫn đến sự thay đổi nhiệt độ theo mùa thấp hơn nhiều. Tuy nhiên, vùng cao nguyên đã được so sánh với các đảo sinh thái vùng cao của Dãy núi Virunga trong các thung lũng đứt gãy Albertine của Châu Phi.
Thành hệ địa chất núi Klondike đại diện cho một hệ thống hồ trên cao được bao quanh bởi một hệ sinh thái ôn đới ấm áp với núi lửa gần đó có niên đại xuyên suốt và chỉ sau thời kỳ khí hậu tối ưu của Tiền Eocene. Cao nguyên Okanagan có thể có khí hậu vi nhiệt cao đến trung nhiệt thấp, trong đó nhiệt độ mùa đông hiếm khi xuống đủ thấp để có tuyết và khí hậu cân bằng theo mùa. Rừng cổ đại bao quanh các hồ đã được mô tả là tiền thân của rừng lá rộng ôn đới hiện đại và rừng hỗn giao ở Đông Bắc Mỹ và Đông Á. Dựa trên các quần thể sinh vật hóa thạch, các hồ cao hơn và mát hơn so với các khu rừng ven biển cùng thời được bảo tồn trong Nhóm Puget và Chuckanut ở Tây Washington, được mô tả là các hệ sinh thái rừng nhiệt đới đất thấp. Ước tính về phạm vi sinh thái trên cao cổ đại cao hơn các khu rừng ven biển từ 0,7–1,2 km (0,43–0,75 mi). Điều này phù hợp với ước tính độ cao cổ đại cho các hệ thống hồ, dao động trong khoảng 1,1–2,9 km (1.100–2.900 m), tương tự như độ cao hiện đại là 0,8 km (0,50 mi), nhưng cao hơn.
Ước tính nhiệt độ trung bình hàng năm đã được rút ra từ phân tích chương trình đa biến phân tích lá khí hậu (CLAMP) và phân tích lề lá (LMA) của cổ thực vật khu vực Republic. Kết quả CLAMP sau khi hồi quy tuyến tính bội đưa ra nhiệt độ trung bình hàng năm là khoảng 8,0 °C (46,4 °F), với LMA đưa ra 9,2 ± 2,0 °C (48,6 ± 3,6 °F). Một ước tính dựa trên-sinh học khí hậu đã dựa vào họ hàng hiện đại của các loài được tìm thấy tại Republic cho thấy nhiệt độ trung bình hàng năm vào khoảng 13,5 ± 2,2 °C (56,3 ± 4,0 °F). Con số này thấp hơn ước tính nhiệt độ trung bình hàng năm đưa ra cho Nhóm Puget ven biển, ước tính là từ 15–18,6 °C (59,0–65,5 °F). Phân tích sinh học khí hậu cho Republic cho thấy lượng mưa trung bình hàng năm là 115 ± 39 cm (45 ± 15 in).